# Бад-Шмідеберг
Бад-Шмідеберг (нім. Bad Schmiedeberg) — місто в Німеччині, розташоване в землі Саксонія-Ангальт. Входить до складу району Віттенберг.
Площа — 159,99 км2. Населення становить 8093 ос. (станом на 31 грудня 2021).